# Sreten Dragojlović
Sreten Dragojlović (in serbo Сретен Драгојловић?; Kraljevo, 6 maggio 1938 – Gornji Milanovac, 2 novembre 1971) è stato un cestista e allenatore di pallacanestro jugoslavo.

## Carriera
Con la Jugoslavia ha disputato i Giochi olimpici di Roma 1960 e i Campionati europei del 1961.